# Скарлетт Бордо
Элизабет Чихая (англ. Elizabeth Chihaia, род. 13 мая 1991, Эджуотер, Иллинойс), более известная под именем Скарлетт Бордо — американская женщина-рестлер, ринг-анонсер, менеджер в рестлинге и модель. В настоящее время выступает в WWE на бреде SmackDown под именем Скарлетт, где является менеджером своего мужа в реальной жизни Карриона Кросса.
Она известна по выступлениям в WWE, Lucha Libre AAA Worldwide, Ring of Honor и Impact Wrestling. Она также выступала в Ohio Valley Wrestling, а также в независимых промоушена, таких как AAW Wrestling, Chikara и Combat Zone Wrestling.

## Ранняя жизнь
Элизабет Чихая родилась 13 мая 1991 года в Эджуотере, Чикаго, Иллинойс. Она имеет румынское происхождение и до четырех лет жила с бабушкой и дедушкой в Румынии. Она вернулась в США и участвовала в хоре, посещая среднюю школу Карла Сандбурга в Орленд-Парке, Иллинойс. После окончания средней школы она стала студенткой колледжа, специализируясь на музыкальном театре, и окончила Колумбийский колледж Чикаго. Она обучалась в консерватории как меццо-сопрано. Затем Чихая дебютировала в рестлинге в 2012 году.

## Карьера в рестлинге

### Total Nonstop Action Wrestling (2014)
10 мая 2014 года Бордо появилась на PPV-шоу Total Nonstop Action Wrestling One Night Only Knockouts Knockdown, где встретилась с женской чемпионкой TNA Анжелиной Лав, но не прошла квалификацию для участия в матче Knockouts Gauntlet.

### WWE (2014—2016)
Бордо впервые появилась в WWE в качестве одной из участниц вечеринки Адама Роуза на шоу Payback 1 июня 2014 года. Позже она заявила, что выступала в этой роли около 15 раз к марту 2015 года. Она дебютировала на ринге WWE под именем Скарлетт на эпизоде WWE Raw от 26 декабря 2016 года, проиграв Нае Джакс.

### Возвращение в Impact Wrestling (2018—2019)
На эпизоде Impact от 26 июля 2018 года Бордо вернулась во время интервью с Алишей Атаут. Бордо изображала сексуальную искусительницу, назвав себя Smoke Show. В августе Бордо получила свой собственный сегмент под названием Smoke Show. На эпизоде Impact от 29 марта 2019 года она дебютировала на ринге, победив Глена Гиллберти. На эпизоде Impact от 20 апреля Бордо начала работать в команде с Фалла Баа и они победили Desi Hit Squad. Вместе с Баа Бордо провела свой первый матч на PPV Rebellion, где одержала победу над Рохитом Раджу. В мае стало известно, что Бордо попросила освободить ее из промоушена. 18 июня Impact Wrestling объявил, что Бордо освобождена от контракта.

### Lucha Libre AAA Worldwide (2018—2019)
В связи с партнерством Impact Wrestling с AAA 7 сентября 2018 года Бордо дебютировала на шоу AAA в Канкуне, в команде с Кейрой и Ла Хиедрой победив Леди Шани, Леди Маравилью и Ваниллу Варгас. 28 октября на Héroes Inmortales XII Бордо участвовала в четырехстороннем матче за звание чемпиона AAA Reina de Reinas против Стар Файр, Кейры и Феби Апач, победу одержала Апач. 3 августа 2019 на Triplemanía XXVII Бордо в команде с Сэмми Геварой участвовали в матче за титул смешанных команд AAA, но потерпели поражение.

### Возвращение в WWE (2019—2021)
В сентябре 2019 года Бордо посетила пробы в WWE Performance Center в Орландо, Флорида. В ноябре WWE объявила, что подписала контракт с Бордо и что она должна явиться в WWE Performance Center в том же месяце. 6 мая 2020 года она дебютировала на NXT, в качестве менеджера своего реального бойфренда, Карриона Кросса, используя мононим Скарлетт.
4 ноября 2021 года Скарлетт была освобождена от контракта с WWE.

### Major League Wrestling (2022)
2 июня 2022 года было объявлено, что Бордо дебютирует на Battle Riot IV. Она победила Клару Каррерас в одиночном матче.

### Второе возвращение в WWE (с 2022)
На эпизоде SmackDown от 5 августа Скарлетт вместе с Кроссом вернулась в WWE, напав на Дрю Макинтайра в конце шоу.

## Личная жизнь
Состояла в отношениях с коллегой, рестлером Кевином Кесаром, более известным под псевдонимом Каррион Кросс. 20 апреля 2022 года они объявили о своем браке на Аляске, во время частной церемонии на леднике.

## Титулы и достижения
- DDT Pro-Wrestling
  - Чемпион железных людей в хеви-металлическом весе (1 раз)[19]
- East Coast Wrestling Association
  - Чемпион ECWA среди женщин (1 раз)[20]
- Maryland Championship Wrestling
  - Телевизионный чемпион MCW (1 раз)[21]
- Pro Wrestling After Dark
  - Чемпион SAW среди женщин (1 раз)[22]
- Pro Wrestling Illustrated
  - № 89 в топ 100 женщин-рестлеров в рейтинге PWI Female 100 в 2019 году[23]